# Cell (personaggio)
Cell (セル?, Seru) è uno degli antagonisti principali del manga Dragon Ball di Akira Toriyama. Esso compare anche nelle varie opere derivate, tra cui le serie televisive anime Dragon Ball Z, Dragon Ball GT e Dragon Ball Super e numerosi videogiochi.
È l'ultima, nonché più pericolosa, creazione del Dottor Gelo. È un ibrido genetico concepito con l'obiettivo di uccidere Son Goku per vendicare la sconfitta del Red Ribbon e diventare l'essere più potente dell'universo. Per diventare questo "essere perfetto", Cell deve assorbire l'energia dei cyborg Numero 17 e Numero 18, i componenti a lui mancanti creati dallo stesso Dottor Gelo. Nella sua epoca questi due cyborg erano però già stati eliminati e, per questa ragione, Cell è tornato indietro nel passato con la macchina del tempo di Trunks del futuro allo scopo di raggiungere la sua forma finale. Nonostante riesca nel suo intento e ottenga una forza superiore persino a quella di Goku, Cell verrà infine sconfitto da Son Gohan nel corso del Cell Game.

## Creazione e sviluppo
Durante lo sviluppo iniziale dell'arco degli Androidi, il creatore della serie Akira Toriyama non aveva in mente di creare il personaggio di Cell, ma desiderava invece puntare sui cyborg Numero 17 e Numero 18. Dopo aver parlato con il suo ex editore, Kazuhiko Torishima, sul futuro della serie, gli fu consigliato di creare un nuovo antagonista per Goku. Toriyama completò moltissime bozze di Cell prima di riuscire a creare l'aspetto definitivo del personaggio e dichiarò che per lui fu molto frustrante disegnare le macchie nere del corpo di Cell. Quando Toriyama completò l'aspetto di Cell il suo editore, Yu Kondo, gli consigliò di dare al personaggio la capacità di trasformarsi.

## Storia

### Dragon Ball
Cell è un organismo artificiale progettato dal Dottor Gelo e poi realizzato dal suo computer utilizzando le cellule dei migliori guerrieri mai apparsi nell'universo (nell'universo Dragon Ball), come quelle dei Saiyan quali Goku, Vegeta e Nappa (Cell afferma che le cellule di Trunks sono assenti perché non necessarie), quelle namecciane di Piccolo, e anche quelle Shimoni di Freezer e Re Cold; nell'adattamento animato, si aggiungono anche quelle di Crilin e Tenshinhan. Per raggiungere la sua forma "perfetta" deve assorbire i cyborg 17 e 18, creati del Dottor Gelo proprio a tal scopo, ma dato che nel suo tempo essi erano stati uccisi da Trunks del futuro, Cell decise di recarsi nel passato grazie alla macchina del tempo costruita da Bulma.
Una volta arrivato nel passato, inizia ad assorbire un gran numero di esseri umani, in modo tale da raggiungere una forza superiore ai cyborg 17 e 18. Durante un attacco alla cittadina di Gingertown fatto allo scopo di assorbirne gli abitanti, si scontra con Piccolo, il quale si era appena unito con il Dio della Terra, ma viene sconfitto e scappa grazie al Taiyoken. Piccolo rivela quindi l'identità del mostro ai guerrieri, i quali inviano Trunks e Crilin a uccidere il Cell del loro presente, che si trova ancora nella forma embrionale.
Dopo aver assorbito altre decine o centinaia di migliaia di persone, Cell localizza 17 e 18 e si precipita da loro per assorbirli. Viene ostacolato nuovamente da Piccolo, ma stavolta lo sconfigge senza problemi, quindi combatte contro Numero 16 (un altro cyborg costruito dal Dottor Gelo) il quale prende le difese di 17 e 18 dimostrandosi alla pari con lui in potenza. Alla fine però riesce a ingannare 16 e ad assorbire 17 trasformandosi nel suo secondo stadio e aumentando così incredibilmente la sua forza, tanto che sconfigge facilmente anche 16, ma poco prima di poter assorbire 18 viene ostacolato dal Cannone dell'anima di Tenshinhan, che riesce a trattenerlo temporaneamente, dando a 18 e 16 il tempo di fuggire. In seguito Cell si accinge a uccidere Tenshinhan (stremato per l'esecuzione della sua tecnica), ma quest'ultimo viene portato in salvo da Goku, che giunge appena in tempo anche per salvare Piccolo. In questa occasione Goku rivela a Cell che nel giro di un giorno avrà il piacere di combattere con lui.
In seguito Cell si accinge a distruggere le isole vicine per fare uscire 18 allo scoperto, ma viene ostacolato da Vegeta e Trunks, i quali hanno raggiunto un potere ancora più grande di quello del cyborg grazie ad un allenamento nella Stanza dello Spirito del Tempo. Dopo un breve scontro, Vegeta si dimostra superiore all'avversario grazie alla trasformazione in Super Saiyan massima potenza, ma alla fine, convinto di essere comunque incommensurabilmente superiore all'avversario, decide di concedere a Cell la possibilità di trovare 18 e assorbirla. Trunks cerca inutilmente di fermare la decisione del padre, e Cell trova e assorbe 18, ottenendo la sua "forma perfetta". Ormai più potente di prima, Cell prima mette al tappeto Crilin con un solo calcio, poi combatte contro Vegeta il quale prova inutilmente a batterlo con la sua nuova tecnica del Final Flash, e infine, una volta sconfitto Vegeta, affronta Trunks trasformato in Super Saiyan del terzo stadio, una trasformazione più potente ma anche più lenta nei movimenti. Cell lo sconfigge, ma non solo decide di risparmiarlo perché non soddisfatto dallo scontro con il ragazzo, ma organizza un torneo di arti marziali chiamato Cell Game, a cui invita tutti i guerrieri difensori della Terra dando loro dieci giorni di tempo per allenarsi.
Giunto il giorno del torneo, Cell affronta e sconfigge prima Mr. Satan in un colpo solo. (nell'anime affronta anche i discepoli di Satan, Piroshki e Caroni) Si fa quindi avanti un Goku trasformato in un Super Saiyan a piena potenza, e i due inizialmente sembrano combattere alla pari, almeno finché non decidono di sfoderare la loro reale potenza; Goku si rende quindi conto della superiorità dell'avversario e tenta il tutto per tutto, usando una raffica di Ki Blast che però Cell neutralizza con la sua barriera energetica, e persino la Super Kamehameha di Goku si rivela inefficace nonostante avesse distrutto la parte superiore del corpo di Cell, che egli (grazie alle cellule namecciane di Piccolo incorporate nel suo corpo) riesce a rigenerare senza fatica. Vedendo fallire tutte le sue tecniche migliori, Goku decide di arrendersi, conscio di non poter battere il cyborg, e lascia il posto a suo figlio Gohan dando a Cell un senzu così che si riprenda dalla stanchezza dovuta alla battaglia contro Goku. Cell si porta subito in vantaggio sul ragazzo, poi decide di provocarlo volendo constatare la sua forza nascosta: a tal scopo, egli distrugge 16 e crea sette piccole copie di sé stesso (i Cell Jr.) perché uccidano gli altri combattenti. Gohan rimane impotente di fronte al malmenamento dei suoi compagni e del padre per mano dei Cell Jr., ma dopo aver assistito alla morte di 16, a cui Cell schiaccia la testa, si trasforma in un Super Saiyan 2 e trucida da solo i Cell Jr., per poi affrontare Cell e rivelarsi assai più forte di lui, tanto che riesce a indebolirlo al punto da fargli rigurgitare 18, regredendo al secondo stadio (quello che aveva una volta assorbito il solo 17). Pur di eliminare l'avversario, Cell decide allora di autodistruggersi, e a questo punto Goku si sacrifica teletrasportandosi con lui sul pianeta di Re Kaioh del Nord, dove Cell esplode, uccidendo lo stesso Re Kaioh e Goku.
Cell riesce però a sopravvivere grazie alle cellule namecciane inserite dal Dottor Gelo e al suo nucleo rimasto intatto dall'esplosione, e si rigenera riacquistando il suo corpo perfetto anche senza aver assorbito 18; inoltre, grazie allo Zenkai, abilità tipica dei Saiyan, diventa nettamente più potente di prima, arrivando anche ad apprendere la tecnica del teletrasporto di Goku con la quale torna sulla Terra. Dopo aver ucciso Trunks con un raggio letale, umilia Vegeta e si appresta a ucciderlo, ma Gohan interviene facendosi scudo, e viene colpito a un braccio che viene così reso inservibile. Volendo finire la faccenda una volta per tutte, Cell scaglia dunque contro Gohan una potentissima Kamehameha, tanto potente da distruggere l'intero sistema solare, ma nonostante il braccio ferito Gohan lo contrasta usando a sua volta un'altra Kamehameha, assistito dallo spirito del padre; poi, d'un tratto, Vegeta attacca Cell permettendo a Gohan di eliminarlo definitivamente con il suo attacco, disintegrando definitivamente il suo nucleo.
Dopo essere stato resuscitato con le sfere del drago, Trunks fa ritorno nella sua epoca e uccide con facilità 17 e 18. Tempo dopo compare anche il Cell di quel mondo che, dopo aver raggiunto il primo stadio, tenta di impossessarsi della macchina del tempo di Trunks per tornare nel passato e completare la sua trasformazione. Ma Trunks, diventato molto più forte dopo le battaglie nel passato, sconfigge facilmente il cyborg e lo disintegra con un colpo energetico.
Da questo momento le uniche altre apparizioni di Cell "in carne ed ossa" avvengono nelle serie animate Dragon Ball Z e Dragon Ball GT. In Z Cell riappare, piuttosto indebolito, nel regno degli inferi in compagnia di Freezer, di Re Cold e della Squadra Ginew, con cui organizza una rivolta, ma prima di uccidere uno degli orchi posti a protezione degli inferi il gruppo viene ostacolato da Goku e poi da Paikuhan, il quale sconfigge tutti con grandissima facilità e rispedisce l'intero gruppo in prigione insieme ai suoi compagni. Più tardi, assisterà allo scontro tra Goku e Majin Bu attraverso una grande sfera magica posta nel regno degli inferi.

### Dragon Ball GT
In Dragon Ball GT, Cell e Freezer si accordano col Dottor Gelo e il Dottor Mieu per attirare e intrappolare Goku nel regno degli inferi. In questa occasione, nonostante si fossero entrambi indeboliti negli inferi e non fossero più quelli di un tempo, però sicuri di ottenere una facile vittoria perché essendo già morti non potevano essere uccisi, affrontano subito Goku, che però si prende apertamente gioco di loro, affrontandoli senza nemmeno trasformarsi in Super Saiyan. Alla fine Cell e Freezer utilizzano la tecnica della Prigione degli inferi nel tentativo di imprigionare Goku, che però si rivela inefficace, in quanto la tecnica funziona solo sui defunti. Goku riesce quindi a ritorcere la medesima tecnica sui suoi avversari, imprigionandoli per sempre.

### Dragon Ball Super
In Dragon Ball Super, Cell fa tre apparizioni tra anime e manga: la prima sotto forma di proiezione mentale durante un allenamento di Son Goku, la seconda sotto forma di illusione generata dalla "foresta delle illusioni" e la terza in un film prodotto da Mr. Satan, dove Mr. Satan stesso appare come l'eroe che lo sconfisse. Inoltre, la macchina del tempo che Cell aveva utilizzato in Dragon Ball Z per tornare nel passato e assorbire Numero 17 e Numero 18, viene utilizzata da Bulma (solo nella serie animata) per riportare Trunks del futuro nella sua epoca.. Un neonato Red Ribbon, con l'aiuto del Dr. Hedo, crea una nuova versione ma gigantesca di Cell chiamata Cell Max. Quando Piccolo e Gohan attaccano la base del Red Ribbon, Cell Max viene risvegliato prematuramente da Magenta, rendendosi pertanto privo di autocontrollo, e si scontra con Piccolo, Crilin, C-18, Goten, Trunks e i nuovi cyborg Gamma 1 e 2; dopo aver ucciso quest'ultimo, alla fine viene sconfitto da Gohan, che ha risvegliato il suo vero potere, con il Makankosappo.

## Personalità
All'inizio del suo arco narrativo, Cell ha in testa soltanto i due obiettivi per cui è stato programmato: assorbire l'energia dei cyborg 17 e 18 e uccidere Goku per vendicare la sconfitta del Red Ribbon avvenuta molti anni prima; tuttavia, dopo aver completato il primo obiettivo, egli acquisisce una certa autocoscienza di sé e rivela di non volersi limitare ad eliminare Goku, ma di voler mettere a repentaglio l'intera umanità per puro divertimento.
Nelle sue prime apparizioni, Cell dimostra di essere un tipo cauto, sofisticato e intelligente; essendo stato costruito con le cellule dei Saiyan, possiede una grande passione per i combattimenti ma non nasconde mai il proprio lato sadico e malvagio. Dopo aver raggiunto la sua forma perfetta, Cell inizia a sottovalutare i propri avversari, cosa che lo porta allo sconfitta per mano di Gohan.

## Abilità

### Capacità principali
Cell contrariamente agli altri cyborg creati dal Dottor Gelo è stato concepito come una creatura organica e vivente, infatti diversamente dagli altri cyborg lui possiede il Ki ed essendo stato formato a partire dalle cellule dei più forti guerrieri apparsi sulla Terra, ovvero Goku, Piccolo, Vegeta, Freezer e Re Cold (nell'anime vengono aggiunti Crilin e Tenshinhan) come viene messo in evidenza già alla sua prima apparizione il suo Ki è uguale al loro. Data la sua natura, essendo stato generato con le loro cellule, egli è un essere molto potente con forza, velocità e resistenza sovrumane, è capace di usare il Ki per levitare oltre a poterlo aumentare o diminuire a suo piacimento, inoltre è capace di percepire l'energia di altre persone con la forza della mente. La forza di Cell è superiore persino a quella di un Super Saiyan. Dispone di moltissime capacità quali la sopravvivenza nello spazio aperto come Freezer e suo padre e, come essi, è in grado di rimanere perfettamente conscio anche a seguito di ferite estreme (come quando viene colpito e distrutto per un terzo dal Final Flash di Vegeta, è stato capace di inibire del tutto il dolore), la capacità di rigenerare parti del proprio corpo grazie alle cellule namecciane (potenziata appunto dalla sua resistenza alle ferite, difatti se un normale namecciano può comunque svenire o rimanere gravemente debilitato pur rigenerandosi, Cell non subisce tali effetti e una volta ricostruito il suo corpo riottiene teoricamente tutta la sua potenza), lo Zenkai dei Saiyan (quando riporta gravi ferite in battaglia, ma riesce a sopravvivere, in seguito alla guarigione aumenta forza, velocità, prontezza di riflessi ed "energia spirituale") e anche quello di poter imitare le voci dei due cyborg assorbiti. Al contrario di 17 e 18, Cell non possiede un'energia infinita (difatti egli non è proprio un cyborg con parti umane e robotiche, compreso il generatore di energia), infatti la sua energia durante il combattimento con Goku diminuisce, tanto che quest'ultimo gli offrirà un senzu per lo scontro con Gohan. Tuttavia, il suo calo di energia è minore rispetto a Goku, probabilmente per un ammontare maggiore di aura, e inoltre dopo la rigenerazione a seguito della sua autodistruzione, non solo la sua energia non diminuisce (come avviene di solito nei namecciani), ma addirittura ottiene un Ki maggiore grazie allo Zenkai.
Nel suo corpo, precisamente nel cervello, risiede un organo speciale definito come nucleo rigenerativo che è in grado di controllare le funzioni biologiche del corpo di Cell, conservare i suoi ricordi e rigenerare completamente il suo corpo nel caso fosse distrutto completamente. Nel caso in cui il nucleo non subisce danni irreversibili, sarebbe in grado di esercitare le proprie funzioni all'infinito.

### Assorbimento tramite la coda
Per aumentare la propria potenza usa la sua coda, con cui infilza le sue vittime per liquefarle e poi assorbirle, lasciando di esse solo i vestiti. Diversamente, 17 e 18 vengono fagocitati dalla coda (grazie a un'immensa dilatazione del suo pungiglione), rimanendo vivi all'interno del corpo dell'androide: l'assorbimento dei cyborg causa in Cell un'immediata trasformazione, a differenza della normale assimilazione che effettua con altri individui. Questa assimilazione viene utilizzata anche su Goku in Dragon Ball GT, ma egli riesce a fuggire prima di essere assorbito completamente. Non può assorbire esseri non organici, come ad esempio il cyborg 16.

### Tecniche
Avendo le cellule di molti dei guerrieri più forti dell'universo (universo Dragon Bal), Cell è in grado di utilizzare tutte le loro tecniche e abilità. Ad esempio, durante il suo primo duello con Piccolo nel suo primo stadio, dimostra di poter utilizzare una Kamehameha, il Taiyoken e rivela di essere in grado di creare la Sfera Genkidama. Nella forma "semi-perfetta" Cell è in grado di utilizzare il Big Bang Attack di Vegeta e la Barriera Energetica di 17, mentre negli stadi successivi, ovvero quelli dl Cell perfetto, è in grado di utilizzare il teletrasporto (semplicemente dopo averlo subito) e il Raggio Letale di Freezer, oltre a saper usare delle varianti più efficaci delle tecniche già acquisite, ad esempio è in grado di usare la Barriera di 17 ma di dimensioni enormemente superiori a quella originale di quest'ultimo, oltre a una sua versione della Kamehameha chiamata Kamehameha Solare, così nominata nel videogioco Dragon Ball Z: Budokai Tenkaichi 3 (la sua tecnica più potente) con la quale a sua detta è in grado di distruggere non solo la Terra, ma anche l'intero sistema solare. Dispone anche di altre risorse come l'Imperdonabile, il Succhia Energia e la telecinesi.
Già dalla sua prima forma Cell si dimostra un abile combattente che, oltre a possedere la conoscenza delle tecniche dei più forti guerrieri della Terra, inoltre nell'anime dimostra di possedere un arsenale di tecniche invidiabile: tra queste ci sono il Galick Cannon, il Kienzan, le Lame Laser, l'Eye Beam, lo Shi Shin No Ken e il Makankosappo. In Dragon Ball GT è in grado, nella forma perfetta, di utilizzare una tecnica appresa nel regno degli inferi in combinazione con Freezer: la Prigione degli inferi, che consiste nell'imprigionare l'avversario in una sorta di gabbia energetica, per poi inviarla nell'area più profonda degli inferi imprigionandolo per sempre.

## Trasformazioni
Prima di raggiungere la sua prima forma, Cell ha subito diverse evoluzioni:
Stadio embrionaleSi tratta della prima forma dello sviluppo di Cell, che avviene in vitro sotto il controllo del computer del Dottor Gelo.
UovoCell si riduce in questa forma per poter utilizzare la macchina del tempo. L'aspetto è quello di un guscio violaceo con vari spuntoni, dotato di una linea di divisione arancione, che fa sì che al momento della schiusa il guscio si divida in due metà uguali.
LarvaleUscito dal guscio, Cell assume la forma di un insettoide a quattro zampe, simile ad una gigantesca cicala, e in questa forma si interra e rimane per quattro anni nascosto, maturando per poter crescere e uscire da questa crisalide come Cell Primo Stadio.

### Cell 1ª forma
Cell 1ª forma (セル第一形態?, Seru Dai ichi Keitai) è il primo stadio in cui Cell viene mostrato.
In essa egli assume la posizione eretta. Il suo colore è verde chiaro con macchie verdi scure, il corpo è magro con braccia e gambe sottili, i piedi sono dotati di tre dita, similmente a quelli di Freezer, è dotato di due lunghe elitre, delle corna disposte a V e di una coda terminante in un pungiglione, con la quale assorbe le sue vittime, potenziandosi. In questo stadio ha ben poco di umano: gli occhi hanno le pupille verticali come i rettili, la bocca non presenta labbra ed è situata su una sorta di muso striato.
Già in questo stadio, Cell ha una forza superiore a quella dei Super Saiyan, tuttavia, necessita di assorbire l'energia vitale degli esseri viventi per innalzare ulteriormente il suo livello di combattimento e diventare sufficientemente forte da poter sorpassare i cyborg che deve assorbire. In questo stadio, Cell può regredire fino a ritrasformarsi in un uovo.

### Cell 2ª forma
Cell 2ª forma (セル第二形態?, Seru Dai ni Keitai), assume questa forma una volta che ha assorbito 17.
Il suo aspetto diventa molto più umano: la corporatura si irrobustisce notevolmente e ha un incremento anche nell'altezza; i piedi tridattili mutano diventando simili a degli stivali. Le ali scompaiono, mentre le gambe, la placca sternale e il costato assumono una colorazione violastra.

#### 2ª forma - stadio autodistruggente
2ª forma - stadio autodistruggente (第二形態・自爆形態?, Dai ni keitai - Jibaku keitai) non è una vera e propria trasformazione, ma è il suo secondo stadio in combinazione con la tecnica dell'autodistruzione, utilizzata come "ultima carta" dopo i danni subiti da Gohan, trasformatosi in Super Saiyan 2. Cell rigurgita 18 e regredisce al secondo stadio, quindi decide di giocare la sua ultima possibilità: diventare una bomba. La potenza dell'esplosione è sufficiente a spazzare via un pianeta delle dimensioni della Terra in un istante e, una volta iniziato il processo autodistruggente (della durata di un minuto), Cell non può più fermarsi, esplodendo anticipatamente se colpito. La tecnica viene chiamata Imperdonabile.
L'aspetto è quello del Cell semi-perfetto, ma incredibilmente gonfio, come un pallone che sta per esplodere.

### Cell forma perfetta
Cell forma perfetta (完全体セル?, Kanzentai Seru) è la forma completa di Cell, raggiunta dopo aver assorbito anche 18 dopo 17. L'aspetto di Cell cambia ancora: le ali ricrescono e la coda si ritira, fino a lasciare solo un pungiglione sulla schiena. La statura diminuisce leggermente e il fisico diventa più snello, mentre il numero e le dimensioni delle macchie sul corpo si riducono drasticamente. Il volto assume una forma più umana, ma il colore del viso per alcuni tratti e per il colore bianco-viola ricorda quello di Freezer, così come pure gli occhi. Quando raggiunge questa forma, riesce a creare tramite la dilatazione del suo pungiglione i Cell Jr., non è stato approfondito fino a quanti ne può creare, nel Cell Game ne ha generati sette.

#### Forma perfetta - stadio massima potenza
Forma perfetta - stadio massima potenza (完全体・パワー重視形態?, Kanzentai - Pawā Jūshi keitai) è un'ulteriore forma di Cell mostrata a Trunks del futuro trasformato in Super Saiyan del terzo stadio una volta sconfitto, per spiegargli il suo errore: proprio come la trasformazione del ragazzo, anche questa ingrossa la muscolatura, generando una potenza immensa a discapito di velocità, riflessi e consumo di energia. L'aspetto di Cell rimane sostanzialmente lo stesso, salvo il fatto che i suoi muscoli assumono dimensioni enormi. Questo stadio viene poi riutilizzato da Cell contro Gohan trasformato in Super Saiyan 2, senza tuttavia risultare efficace. In questa occasione, le sue dimensioni aumentano enormemente, inclusa l'altezza: diviene abbastanza grande da riuscire a vomitare 18 attraverso la bocca.

#### Super forma perfetta
Super forma perfetta (超完全体?, Chō Kanzentai), anche chiamato in tutti i videogiochi della serie Cell perfetto (パーフェクトセル?, Pāfekuto Seru), è l'ultima forma di Cell, ottenuta dopo la sua rigenerazione dovuta alla sua stessa autodistruzione. Seppur privo di 18, Cell si rigenera nella sua forma perfetta grazie allo Zenkai, ottenendo un livello di combattimento molto superiore al precedente. L'aspetto è identico a quello di Cell corpo perfetto, salvo la comparsa di alcune scariche elettriche nell'aura. In questa forma, ottiene una potenza in grado di tenere testa a Gohan trasformato in Super Saiyan 2.

### Trasformazioni esterne al manga
Nell'anime e nei videogiochi, sono comparsi degli stadi e delle evoluzioni originali non presenti nel manga:
- Cell perfetto + Goku è una forma di Cell comparsa solo in Dragon Ball GT per pochi secondi, quando l'androide biomeccanico cerca di assorbire Goku.[32] Cell regredisce allo stadio normale in quanto Goku riesce a sfuggire dalla sua coda.[32]
- Cellin è una trasformazione comparsa nel videogioco Dragon Ball Z: Budokai, dovuto all'involontario assorbimento di Crilin da parte del Cell semi-perfetto.
- Majin Cell è una trasformazione avvenuta nel videogioco Dragon Ball Z: Budokai 2 in cui il mago Babidy resuscita Cell e Freezer, per poi renderli suoi servitori con i suoi poteri.

## Cell Jr.

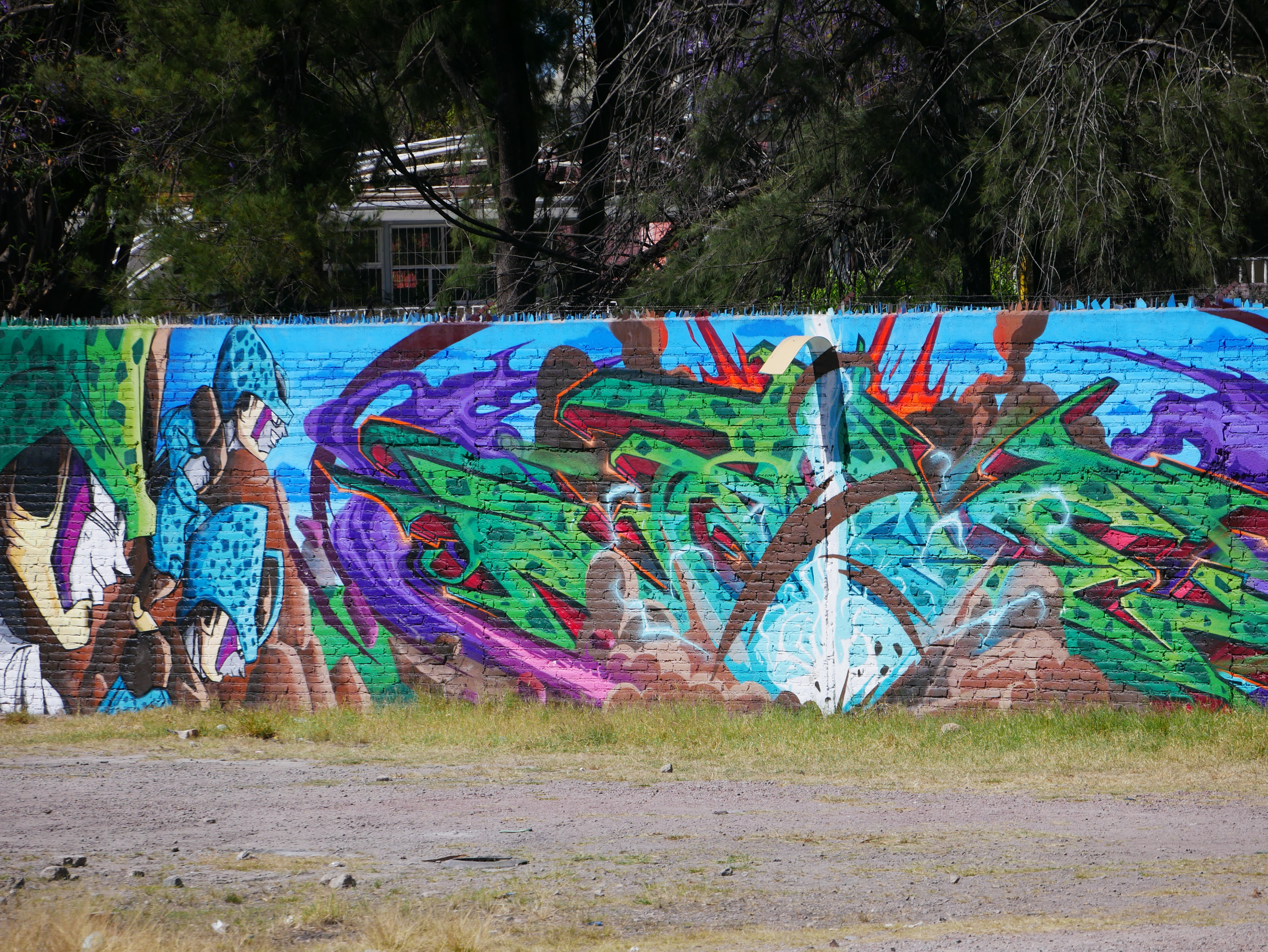
Murales raffigurante Cell e uno dei Cell Jr.

I Cell Jr. (セルJr?, Seru Junia) sono sette androidi generati da Cell a sua immagine e somiglianza, solo in formato ridotto e di colore azzurro invece che verde. Vengono creati da Cell durante il suo scontro con Gohan per combattere Goku, Vegeta, Trunks, Piccolo, Tenshinhan, Crilin e Yamcha. Nonostante il loro aspetto minuto, si rivelano molto forti, tanto che solo Vegeta e Trunks riescono a tener loro testa, mentre Goku è esausto per via del suo scontro con Cell. Dopo la distruzione di 16 per mano di Cell, Gohan si trasforma in Super Saiyan 2, attacca i Cell Jr. e li sconfigge facilmente.
I Cell Jr. ritornano in un capitolo speciale del manga di Dragon Ball Super dove improvvisano un combattimento contro Goten e Trunks sulla Monster Island, dove lavora Numero 17. Quest'ultimo, infatti, spiega di aver addomesticato e cresciuto i sette piccoli androidi per aiutarlo nella lotta contro i bracconieri. 17, inoltre, pensa che questi Cell Jr. si siano rigenerati dagli stessi nuclei dei figli di Cell che Gohan distrusse durante il Cell Game. Cosa che è stata confermata nella Guida: come con Cell, anche i Cell Jr. possiedono un nucleo che gli permette di rigenerarsi nel caso il loro corpo venisse distrutto. In giapponese sono doppiati da Yùsuke Numata in Z e da Takahiro Fujimoto in Kai mentre in italiano da Enrico Bertorelli, Gianfranco Gamba e Cesare Rasini.

## Cell Max
Cell Max (セルマックス?, Seru Makkusu) è apparso nel manga di Dragon Ball Super, è il cyborg che Magenta intende usare per il piano di conquista del mondo, Hedo lo ha realizzato usando come progetto base il Cell precedentemente creato dal nonno Gelo. Anche la polizia della Città dell'Ovest era già a conoscenza del fatto che la Red Ribbon stesse lavorando alla creazione di Cell Max riferendosi al cyborg come l'Arma Biorganica  (生物兵器?, Namamonoheiki). La sua forza è alimentata da delle particolari cellule, è un essere di dimensioni monumentali, nell'aspetto ricorda molto il precedente Cell nella sua seconda forma, come lui i suoi piedi sono senza dita, ma con una forma ovale invece che a punta, i rinforzi sullo sterno, sulle spalle, sugli avambracci e sui polpacci sono rossi, come le corna. La sua coda all'estremità non ha un pungiglione come quella del primo Cell, ma ha una componente sferica che ricorda quella di una mazza ferrata. Hedo in via precauzionale ha progettato Cell Max con un determinato punto debole: il suo corpo esplode distruggendolo qualora la sua massa cerebrale venga danneggiata, tuttavia tale debolezza è quasi ovviata dall'incredibile resistenza della sua scatola cranica. Nonostante la sua mole è incredibilmente agile e veloce, la sua potenza è enormemente superiore a quella del precedente Cell, tanto che nemmeno Piccolo nella sua forma Orange è capace di fronteggiarlo. Magenta decide di attivarlo benché Cell Max fosse ancora nel pieno della sua fase di maturazione, infatti benché fosse già completo a livello strutturale, avendolo attivato prematuramente non ha raggiunto la padronanza delle proprie funzionalità cognitive, e infatti Cell Max è l'equivalente di un essere distruttivo e inferocito mancante di autocontrollo. Gohan, Piccolo, Crilin, C-18, Goten, Trunks, Gamma 1 e Gamma 2 lo affrontano tutti insieme ma non riescono a sopraffarlo, quest'ultimo addirittura non sopravvive allo scontro finendo col polverizzarsi nel tentativo di eliminare Cell Max. Gohan per la prima volta attiva la forma Beast e approfittando del fatto che Piccolo riesce a tenere bloccato il mostro, Gohan con la tecnica del Makankosappo gli perfora il cranio, in questo modo il corpo di Cell Max esplode. In giapponese è doppiato da Norio Wakamoto e in italiano da Giorgio Bassanelli Bisbal.

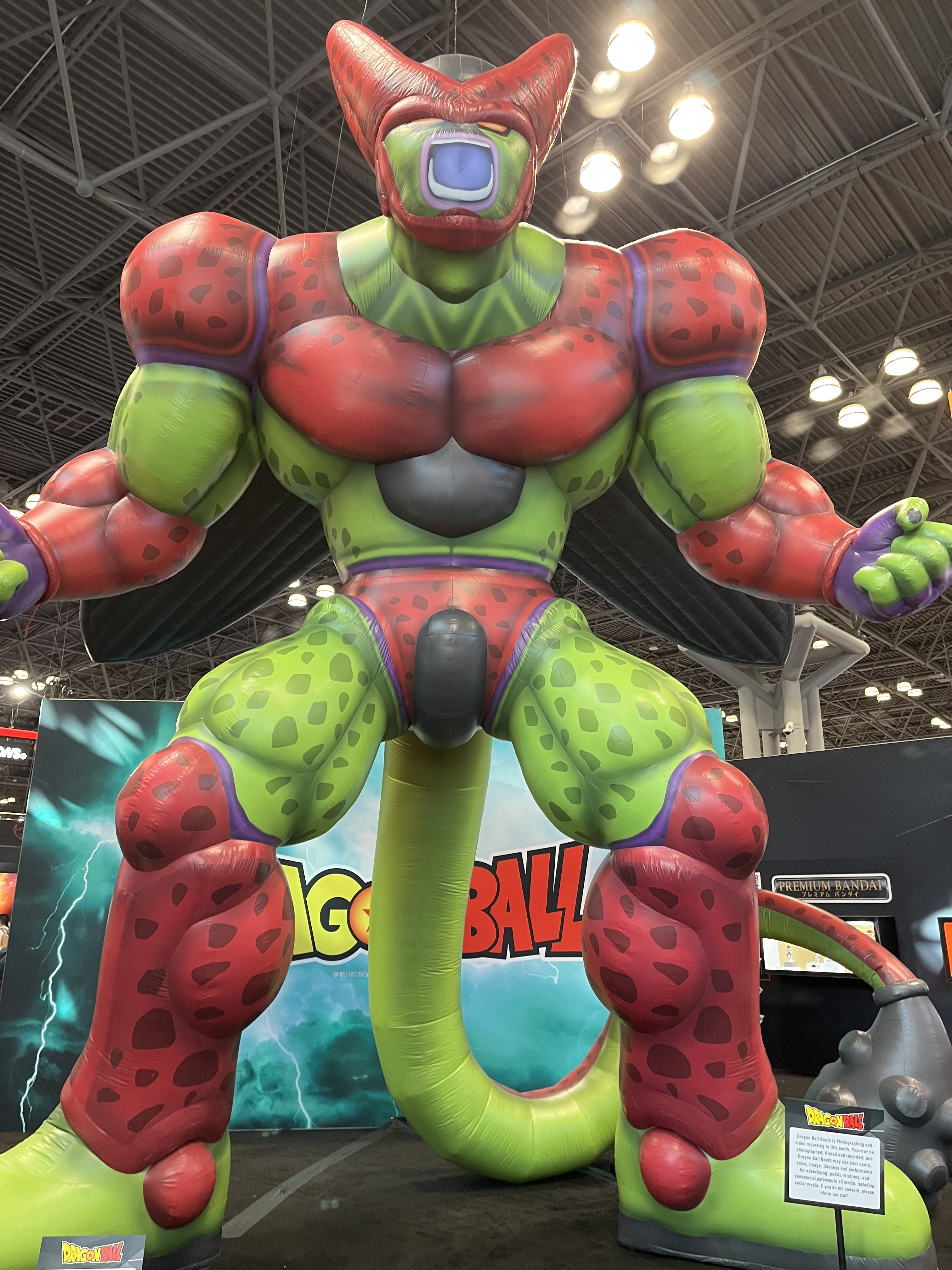
Statua di Cell Max

Nella sua apparizione, Cell Max non è stato capace di esprimere totalmente la vera portata della sua forza in quanto, attivato in tempi precoci, senza intelletto non è stato in grado di usare la sua forza nel modo giusto, come afferma Toyotaro in un'intervista, se fosse stato attivato nei tempi previsti in quanto a potenza sarebbe riuscito a superare Broly nella sua forma di Super Saiyan Leggendario.

## Doppiaggio

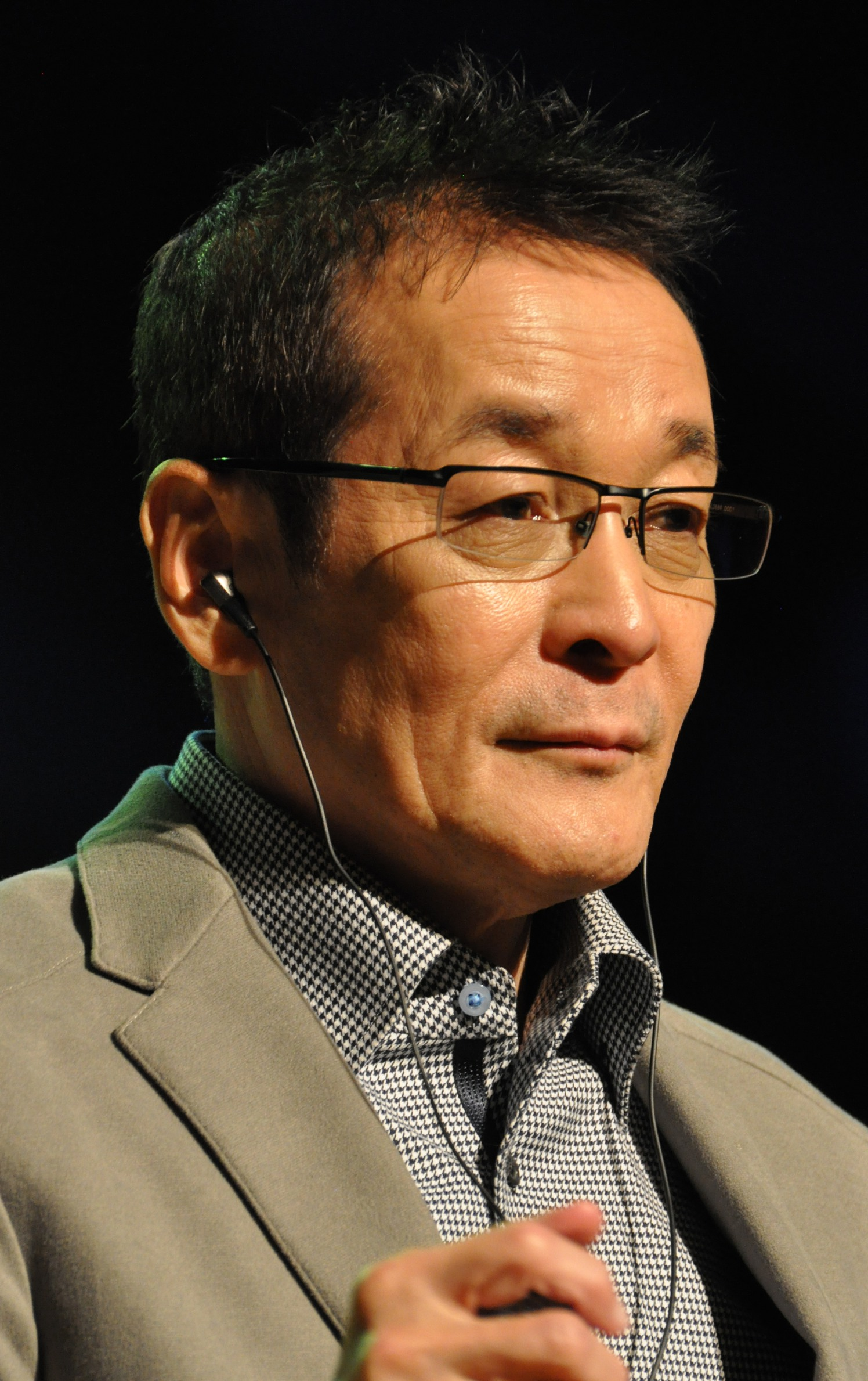
Norio Wakamoto, doppiatore di Cell nell'edizione originale giapponese dell'anime

Nella versione originale giapponese Cell è doppiato in tutti i media da Norio Wakamoto. Wakamoto ha dichiarato di aver doppiato Cell nel suo primo stadio con una voce roca, in accordo con il suo aspetto mostruoso. Nello stadio di Cell perfetto Wakamoto ha invece doppiato il personaggio in maniera più semplice.
Negli Stati Uniti Cell è doppiato da Dameon Clarke nel doppiaggio della Funimation Entertainment e da Dale Wilson nel doppiaggio della Ocean Productions. In Francia è invece doppiato da Georges Lycan, in Germania da Stefan Gossler e in Spagna da Alejo de la Fuente. In Italia il personaggio è stato doppiato da Enrico Bertorelli, che ha seguito lo stesso stile di doppiaggio di Wakamoto, dando a Cell una voce roca nel primo stadio e una più normale nel suo stadio finale.

## Accoglienza e altre apparizioni
Cell ha avuto moltissime recensioni positive da parte di riviste di manga e anime, tant'è che ha raggiunto la prima posizione in diversi sondaggi di popolarità. Per molti critici e appassionati Cell è stato definito uno dei personaggi più forti dell'intera serie, oltre che uno degli antagonisti migliori. La scelta di concludere l'arco di Cell con un torneo di arti marziali ha diviso gran parte della critica e degli appassionati. David Smith di IGN ha classificato la trama del Cell Game al 4º posto tra le storie meno originali dell'intera serie, accusando Akira Toriyama di aver esaurito le sue idee per il manga.
Cell non ha ricevuto critiche positive in Dragon Ball GT, terza serie animata prodotta dalla Toei Animation. In questa serie, come per molti altri personaggi, il suo ruolo è mutato completamente, diventando più comico e goffo. Il suo ritorno nella serie, come per molti altri personaggi, è stato interpretato come un segnale negativo e i fan hanno più volte criticato gli sceneggiatori dell'anime, ritenendoli senza più idee e costretti così a ripescare i vecchi personaggi delle storie precedenti.
Sono state messe in commercio numerose linee di action figure, peluche e portachiavi dedicate al personaggio. Il personaggio compare inoltre in quasi tutti i videogiochi dedicati alla serie. Cell, nonostante rimanga uno degli antagonisti più famosi della serie, non compare in nessuno dei film di Dragon Ball, eccezione fatta per uno spot televisivo trasmesso per promuovere il film Dragon Ball Z - La battaglia degli dei, uscito nel 2013. Cell appare nella maggior parte dei videogiochi della serie, oltre che in altri videogiochi crossover con altre proprietà Weekly Shōnen Jump, come ad esempio Jump Force. Il bioandroide compare anche nel 36º episodio di Super Dragon Ball Heroes in cui aiuta Goku e Vegeta a scappare dalla Terra creata dal nuovo re demone. Fu poco prima che questa esploda.